# Ким Тхэён
Ким Тхэён (кор. 김태연; род. 9 марта 1989 года), более известная как Тхэён, — южнокорейская певица. Была трейни в академии SM Entertainment, и в 2007 году дебютировала как участница гёрл-группы Girls’ Generation. С того момента она заработала популярность в Корее, участвуя также в саб-юнитах Girls’ Generation — TTS, Girls’ Generation — Oh!GG и проектах SM the Ballad и Got the Beat. Помимо деятельности в группе, она также записывает саундтреки к сериалам и фильмам.
Сольный дебют Тхэён состоялся осенью 2015 года с мини-альбомом I. Он занял вторую строчку в альбомном чарте Gaon, а главный сингл стал первой песней № 1 в её карьере, количество проданных цифровых копий составило более миллиона. Второй мини-альбом Why, выпущенный в 2016 году, также имел два сингла топ-10 — «Starlight» и «Why». В 2017 году состоялся выход её первого студийного альбома My Voice, которому также удалось завоевать успех.
На Mnet Asian Music Awards Тхэён одерживала победу в номинации «Лучший женский артист». В 2016 году корейский Гэллап поставило её на 1 место среди самых популярных айдолов года; годом ранее она занимала третье место. В том же году корейское издание Forbes поместило её в топ-40 самых сильных знаменитостей года. В октябре 2015 года 40 различных агентств выбрали её как лучшую вокалистку в корейской музыкальной индустрии, и в апреле 2016 года порядка 20 агентств назвали её лучшей женской вокалисткой.

## Жизнь и карьера

### 1989−2008: Ранняя жизнь и начинания в карьере

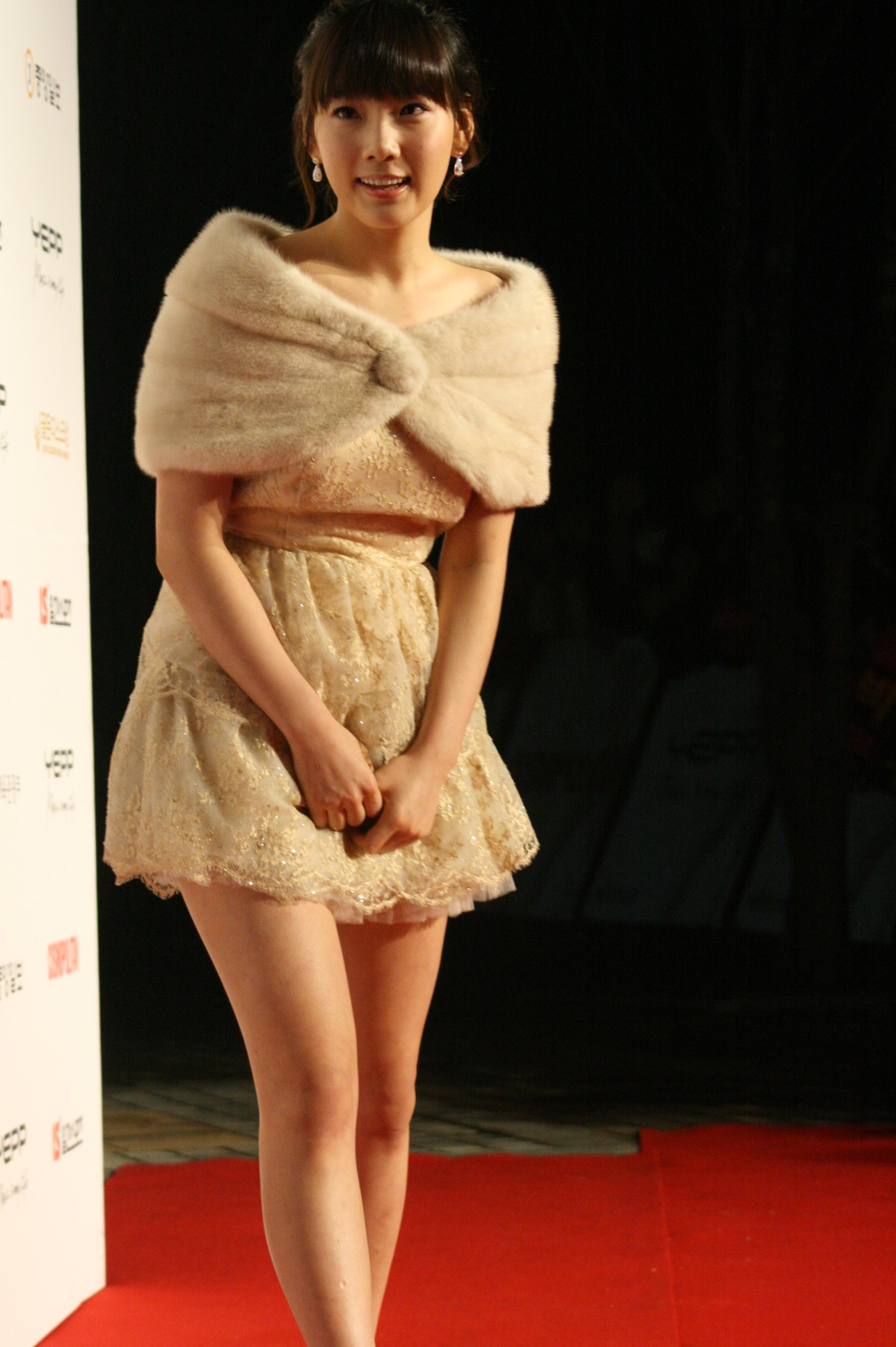
Тхэён на Golden Disc Awards, декабрь 2008 года

Тхэён родилась 9 марта 1989 года в Чонджу, провинция Чолла-Пукто, Республика Корея. У неё есть старший брат и младшая сестра. С раннего возраста девушка хотела воплотить свою мечту стать певицей в жизнь. В шестом классе Тхэён отвела своего отца в академию S.M. Entertainment, где начала брать уроки вокала. В то время он не поддерживал её желание работать в развлекательной индустрии, но директор школы был готов дать ей шанс после признания её «чистого» голоса. Тхэён вдохновлялась БоА, Уитни Хьюстон и Утада Хикарой.
На протяжении трёх лет Тхэён занималась вокалом с корейским певцом The One. В интервью 2011 года он описал её как «умную» ученицу, что она «не похожа на тех, кто приходит со своей мечтой стать знаменитостью», она «хотела быть певицей, и достичь высот со своими индивидуальными талантами». В 2004 году он «хотел признать потенциал Тхэён», поэтому дал ей шанс поучаствовать в своей песне «You Bring Me Joy». В том же году она заняла первое место SM Youth Best Competition и заключила с агентством контракт. В августе 2007 года девушка дебютировала как участница группы Girls’ Generation, заняв позиции лидера, главной вокалистки и лица группы. Наибольшую популярность SNSD заработали после того, как в 2009 году выпустили сингл «Gee».

### 2008−11: Саундтреки, работа на радио и участие в мюзиклах

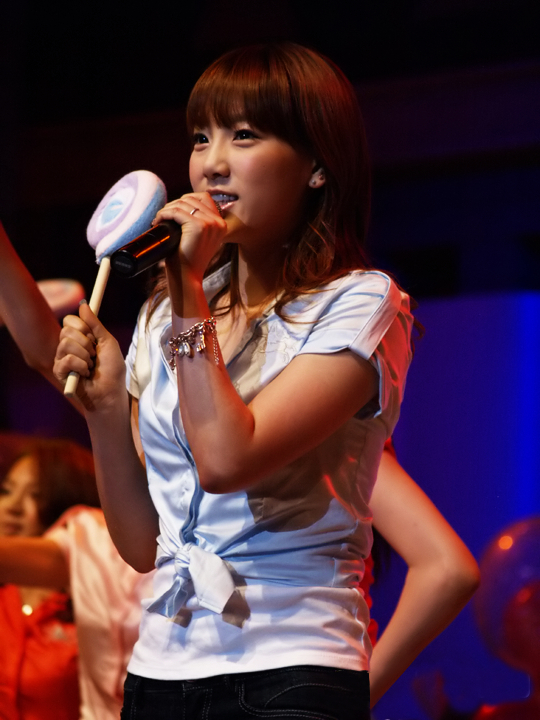
Тхэён на концерте Girls’ Generation в Университете Хаян, май 2009 года

Помимо деятельности в SNSD, Тхэён также занималась сольной карьерой. Она участвовала в записи песни «7989» в дуэте с Кантой, которая вошла в одноимённый альбом группы и в четвёртый студийный альбом Канты Enernity. Её популярность начала возрастать после того, как она записала саундтреки к сериалам «Хон Гиль Дон» (2008) и «Вирус Бетховен» (2009). В итоге песни стали популярнее самих проектов, для которых они предназначались, а «If» для «Хон Гиль Дон» выиграл награду за популярность на Golden Disk Awards. За этот период она также записала песню «It’s Love» с одногруппницей Санни для дорамы «Возвращение на Землю» (2009).
В 2009−10 годах Тхэён была ведущей на радио, и также играла в театральных мюзиклах. Она сыграла главную женскую роль в постановке «Полночное солнце» (2010), которая является адаптацией одноимённого японского романа 2006 года. Специально для роли она училась играть на гитаре; по сюжету её героиня страдала от ксеродермы. Её игра смогла получить хорошие отзывы критиков и зрителей.
В том же году Тхэён работала с корейским композитором Ан Юн Мином для своей музыкальной карьеры. С The One она записала песню «Like A Star», которая стала № 1 в Gaon сразу после релиза. Следующим синглом стал «I Love You», записанный для дорамы «Афина: Богиня войны». С Ким Бом Су она записала дуэт «Different».

### 2012−15: Girls’ Generation—TTS и SM the Ballad

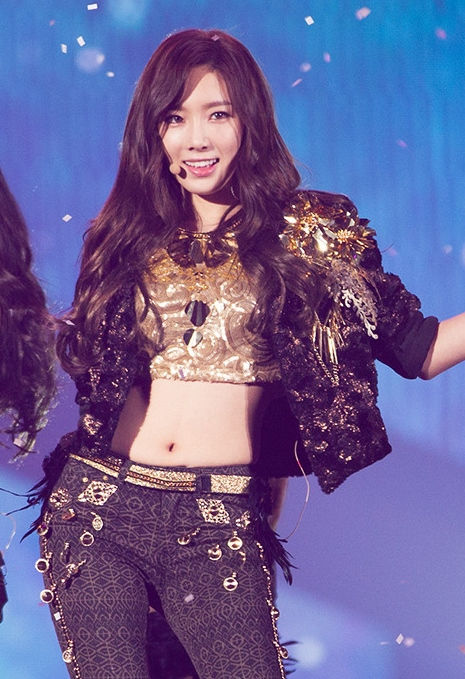
Тхэён на SBS Gayo Daejeon, декабрь 2013 года

В марте 2012 года состоялся релиз саундтрека «Missing You Like Crazy» к дораме «Король двух сердец»; песня показала неплохие позиции в чартах. На премии Seoul Drama Awards саундтрек назвали самым популярным ОСТом года. Позже состоялась премьера песни «Closer», записанной для сериала «Прекрасной тебе».
В апреле был сформирован саб-юнит Girls’ Generation — TTS с участием Тхэён, Тиффани и Сохён. Их дебютный мини-альбом Twinkle стал восьмым самым продаваемым альбомом года в Корее. Позже они выпустили ещё два мини-альбома: Holler (2014) и Dear Santa (2015). В январе 2013 года Тхэён и Тиффани записали дуэт «Lost In Love», который вошёл в четвёртый корейский альбом SNSD I Got A Boy. Двумя месяцами позже состоялся релиз песни «And One» для сериала «Этой зимой дует ветер». В июле вышла песня «Bye», записанная как тема для фильма «Mr.Go».
В феврале 2014 года Тхэён присоединилась к проекту SM the Ballad, и приняла участие в записи второго мини-альбома Breathe. Главный сингл «Breathe», записанный с Джонхёном, имел успех в корейских чартах. В феврале 2015 года она получила личное предложение от Эмбер из f(x) принять участие в записи песни «Shake That Bass» с её дебютного альбома Beautiful.

### 2015−16: Дебют сIиWhy

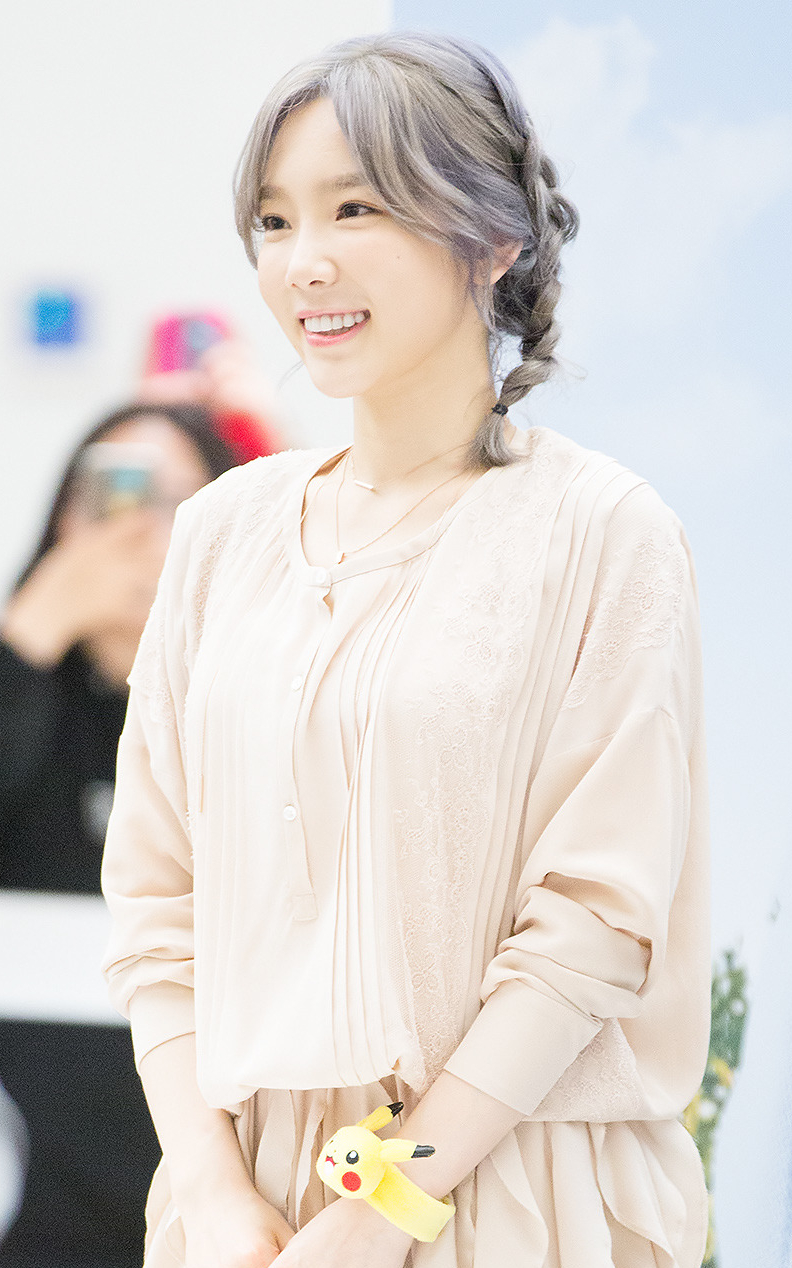
Тхэён на фансайне, сентябрь 2016 года

Тхэён начала работу над дебютным альбомом осенью 2014 года, полагая, что наступило «правильное время». Раньше она боялась быть не подготовленной к сольному дебюту, но её восьмилетняя карьера стала хорошей почвой для того, чтобы быть «хорошо подготовленной». 7 октября 2015 года состоялся релиз её дебютного мини-альбома I. Альбом имел успех в чартах, а также стал шестнадцатым самым продаваемым альбомом Кореи за 2015 год. Коммерческий успех альбома послужил тому, что S.M. Entertainment взяли на себя главенствующую роль по продажам в 4 квартале 2015 года. Главный сингл, записанный при участии Вербала Джинта, стал № 1 в Gaon, а цифровые продажи составили более миллиона. В поддержку сольного релиза Тхэён провела несколько концертов, названных Taeyeon’s Very Special Day. Её реалити-шоу «Ежедневная камера Тэнгу» было третьим самым популярным в Корее за 2015 год. На премиях Mnet Asian Music Awards и Golden Disk Awards она одержала победу в номинациях «Лучший женский исполнитель».
В феврале 2016 года S.M. Entertainment запустили платформу SM Station и сингл «Rain» стал первым релизом. Несколько месяцев спустя Тхэён и Гюхён стали моделями для бренда Jeju Samdasoo, и она специально записала песню «The Blue Night of Jeju Island».
28 июня состоялся релиз второго мини-альбома Why. Он получил положительные отзывы и имел успех в чартах. Тхэён провела серию концертов Butterfly Kiss, тем самым став первой южнокорейской сольной исполнительницей, которая провела полномасштабный концерт, являясь при этом участницей женской группы.
1 ноября был выпущен сингл «11:11». Второй год подряд девушка одержала победу в номинации «Лучший женский исполнитель» на MAMA.

### 2017−2018:My Voice,This Christmas − Winter Is ComingиSomething New

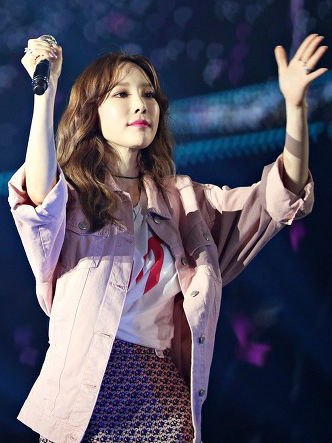
Тхэён на Best of Best Concert в Тайбее, апрель 2018 года

Первый студийный альбом Тхэён My Voice, находившийся в разработке более года, был выпущен 28 февраля 2017 года с синглом «Fine». Релиз достиг хорошего успеха, достигнув вершины альбомного и цифрового чартов соответственно. 5 апреля было выпущено расширенное издание с синглом «Make Me Love You», который достиг четвёртого места в цифровом чарте. В мае она начала свой первый азиатский концертный тур Persona, став первой участницей корейской женской группы, которая проводит сольные гастроли.
12 декабря Тхэён выпустила специальный рождественский мини-альбом This Christmas - Winter Is Coming. Он дебютировал на втором месте альбомного чарта и на шестом в Billboard World Albums Chart. Сингл «This Christmas» достиг второго места в цифровом чарте. В рамках промоушена Тхэён проводила фансайны, и последний из них состоялся 17 декабря. Фансайн, запланированный на 19 декабря, был отменён в связи со смертью Джонхёна, который также был её близким другом. Похороны состоялись 21 декабря, и встал вопрос о проведении Тхэён концертов, запланированных с 22 по 24 декабря, ввиду того, что последующее расписание всех артистов S.M. также было изменено. В итоге серия концертов The Magic of Christmas Time всё же состоялась, и в её рамках исполнительница почтила память Джонхёна. В качестве специального гостя на концерте также присутствовала Сохён.
18 июня 2018 года был выпущен третий (четвёртый в общем) мини-альбом Something New. Он дебютировал на третьем месте в альбомном чарте и на четвёртом в Billboard World Albums Chart. Промоушена в Корее не проводилось, так как Тхэён отправилась в дебютный шоукейс-тур по Японии, доступный лишь для членов официального японского фан-клуба S.M. Entertainment. Она посетила Осаку, Фукуоку, Токио и Нагойю. Ввиду успеха тура, билеты на каждый концерт которого были распроданы, 30 июня был выпущен дебютный японский сингловый альбом Stay. 10 августа в сотрудничестве с MeloMance Тхэён выпустила сингла «Page 0» в рамках проекта Station x 0, который является спин-оффом оригинального проекта SM Station.
5 сентября состоялся дебют нового саб-юнита Girls’ Generation — Girls’ Generation — Oh!GG, в состав которого вошли Тхэён, Санни, Хёён, Юри и Юна. 20 и 21 октября она провела серию концертов ‘s, где также представила несколько новых композиций с будущего альбома.

### 2019—2020: Японский дебют,Purpose, «Happy»,#GirlsSpkOutиWhat Do I Call You
22 марта 2019 года Тхэён представила цифровой сингл «사계 (Four Seasons)»; 24 марта вышел сингловой альбом. Певица также начала свой первый концертный тур в Японии, ~Signal~, который начался 13 апреля в Фукуоке. 13 мая состоялся цифровой релиз дебютного японского мини-альбома Voice. Она присоединилась к съемкам третьего сезона музыкального эстрадного шоу «Begin Again», которое вышло в эфир в июле. Она также записала «All About You» для телевизионной дорамы «Отель дель Луна»; песня возглавляла цифровой чарт Gaon в течение двух недель подряд. Тхэён выпустила свой второй студийный альбом Purpose 28 октября с заглавным синглом «Spark». Альбом достиг второй строчки в Южной Корее а сингл «Spark», достиг второй строчки на цифровой диаграмме Gaon.
15 января 2020 года Тхэён выпустила переиздание своего второго полноформатного альбома, Purpose. Переиздание содержит 3 совершенно новых песни, включая заглавный трек «Dear Me».
9 марта Тхэён должна была выпустить цифровой сингл «Happy» в честь своего дня рождения. Однако сингл был отложен на не определённый срок из за смерти её отца в тот же день 4 мая был выпущен сингл «Happy».
18 ноября Тхэён выпустила второй японский мини-альбом #GirlsSpkOut с одноимённым заглавным треком при участии японской певицы Чанмина. 15 декабря Тхэён выпустила свой четвёртый корейский мини-альбом What Do I Call You.

### 2021—н.в: «Weekend»,INVU
1 января 2021 года Тхэён приняла участие в семейном концерте SM Town Live Culture Humanity. Это онлайн-концерт, который транслировался в прямом эфире по всему миру.
18 мая Тхэён участвовала в песне Тхэмина
«If I Could Tell You» из альбома Advice.
6 июля Тхэён выпустила цифровой сингл «Weekend». Сингл достиг четвёртого места как в цифровом чарте Gaon, так и в чарте Billboard K-pop Hot 100. В следующем месяце она присоединилась к туристическому шоу Petkage вместе с коллегой по лейблу Хичхолем.
30 августа Тхэён участвовала в предварительном сингла Ки «Hate That…». 28 ноября Тхэён записала сингл «Little Garden» для телевизионной дорамы tvN Гора Чири. 27 декабря Тхэен была объявлена участницей супергруппы Got the Beat вместе с Хёён. Группа дебютировала 3 января 2022 года.
17 января 2022 года Тхэён выпустила цифровой сингл «Can’t Control Myself», который служит предварительным синглом для её третьего студийного альбома, INVU который был выпущен 14 февраля. Альбом достиг второго места в южнокорейском чарте альбомов Gaon. Сингл занял восьмое место в чарте Billboard World Digital Songs и возглавлял южнокорейский цифровой чарт Gaon 4 недели подряд.

## Артистизм

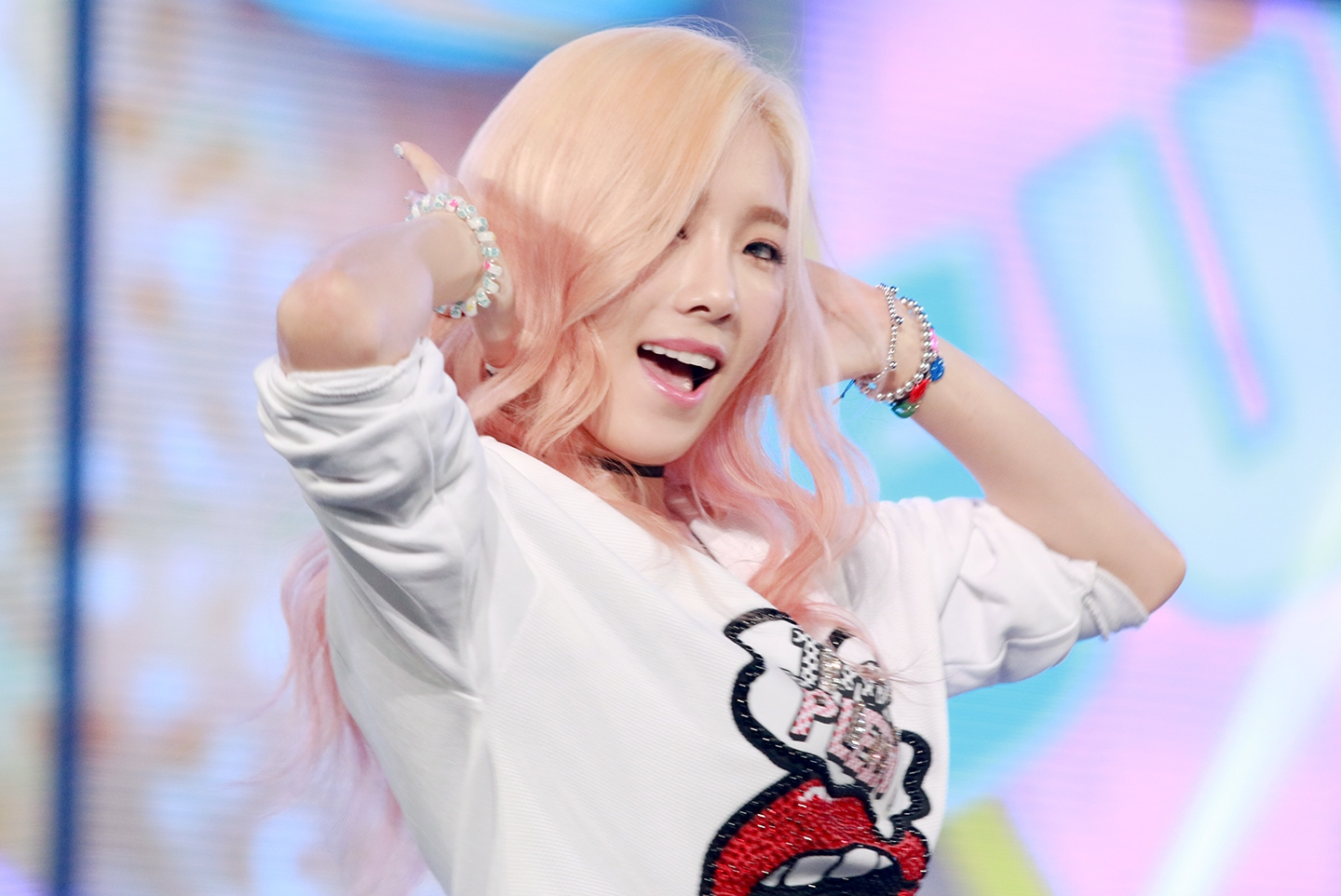
Тхэён на M!Countdown в рамках промоушена сингла Girls’ Generation «Party», июль 2015 года

В первые годы музыка Тхэён была преимущественно баллады, записанными для телевизионных саундтреков. С популярностью таких песен, как «If» (2008) и «Can You Hear Me» (2009), её называли «представительной певицей популярных OSTs». С тех пор как она дебютировала в качестве сольного исполнителя, музыкальные стили Тхэён менялись. Её дебютный сингл 2015 года «I» был в стиле поп-рок. В 2016 году сингл «Rain» включает в себя элементы джаза и R&B, а «Why» использует различные элементы, включая EDM, R&B и ритмы тропического хауса.

## Публичный имидж и влияние

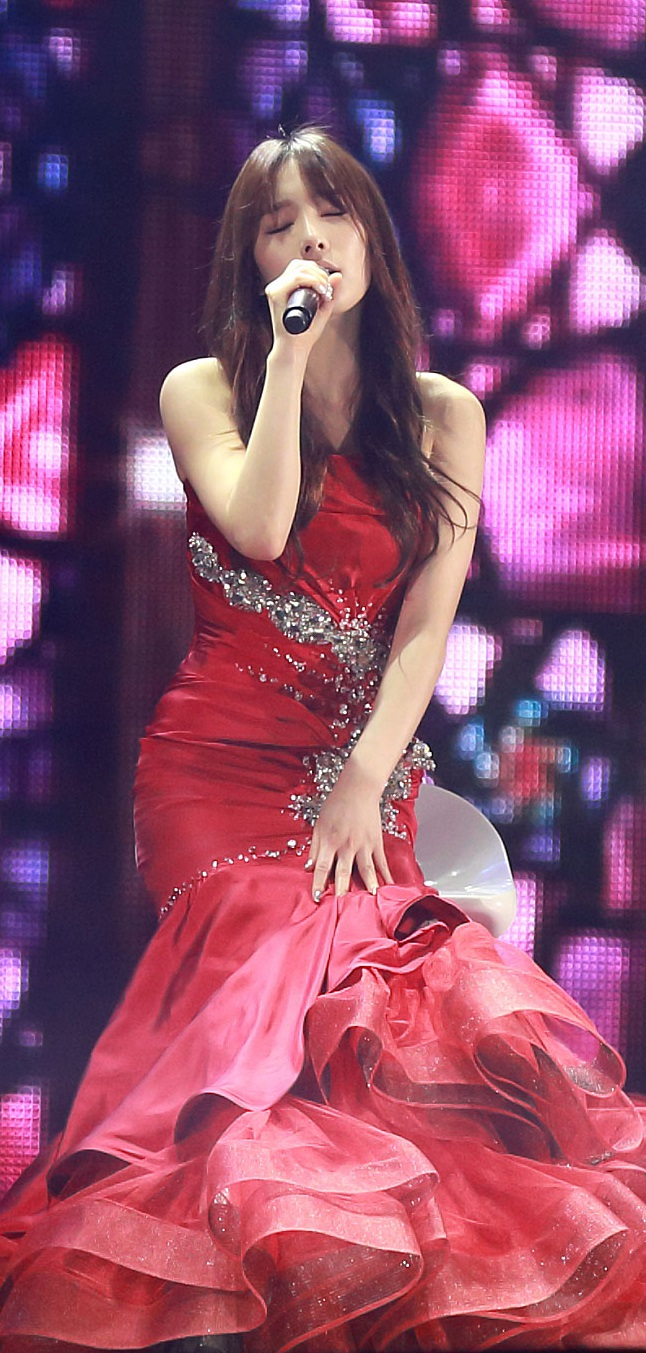
Тхэён на концерте SMWeek декабрь 2013 года

Тхэён широко известна как «талантливая вокалистка» за свой душевный и мягкий вокал. Её талант неоднократно получал внимание от южнокорейских музыкальных продюсеров; Пак Чин Ён (основатель JYP Entertainment) в 2009 году выразил желание поработать с Тхэён из-за её возможности «рассказать историю через пение». Композитор Ю Ён Сок отнёс пение Тхэён к «женщине, которая была в разводе семь раз». Тхэён была выбрана одной из пяти лучших корейских вокалистов сорока анонимными представителями музыкальной индустрии в октябре 2015 года, а уже в апреле 2016 года была названа лучшей.
Как лидер гёрл-группы Girls’ Generation, одной из самых популярных женских групп в Корее (коллектив также именуют национальным) и во всём мире, а также как успешный сольный исполнитель, Тхэён была признана как важная фигура в Южной Корее. Жанель Окводу, одна из редакторов модного журнала Vogue, описала Тхэён как «Бейонсе из Girls’ Generation», чей стиль «полностью на ходу». Институт Гэллапа (Корея) определил её как самого популярного айдола 2016 года, а корейское издание Forbes назвало Тхэён 11-й самой влиятельной певицей и 32-й знаменитостью в целом в своём списке «Топ-40 влиятельных знаменитостей 2016 года». Она стала первой корейской знаменитостью (среди женщин), которая достигла семи миллионов фолловеров в Instagram в июне 2016 года, и, по состоянию на июль 2018 года, остаётся самой читаемой.
Тхэён являлась вдохновением для многих южнокорейских айдолов. В частности, бойзбенд BTS назвал её главным вдохновением для своего сингла «Boy In Luv» (2014). Своим влиянием её называли Джиэ из Lovelyz, Чахи из Melody Day, Луда из Cosmic Girls, Элки из CLC, Хайди из Sonamoo и Бэк А Ён. Юн Мин Су из группы Vibe описал музыкальные стили Тхэён как целевые подгруппы корейского R&B — «корейского соула»: «Я могу прочувствовать эту глубину эмоций из баллад, исполняемых ею. Если вы можете так сильно прочувствовать душу исполнителя, то это тот самый соул».

## Личная жизнь
19 июня 2014 года S.M. Entertainment подтвердили отношения Тхэён с Бэкхёном из EXO. 14 сентября 2015 года было объявлено, что пара рассталась из-за слишком плотных рабочих графиков.

## Дискография
| - My Voice (2017) - Purpose (2019) - INVU (2022) - I (2015) - Why (2016) - This Christmas - Winter Is Coming (2017) - Something New (2018) - What Do I Call You (2020) - To. X (2023) | - Voice (2019) - #GirlsSpkOut (2020) |  |

## Фильмография

### Фильмы
| Год  | Название                | Роль            | Примечание                   |
| ---- | ----------------------- | --------------- | ---------------------------- |
| 2010 | Гадкий я                | Марго (озвучка) |                              |
| 2013 | Гадкий я 2              | Марго (озвучка) |                              |
| 2014 | Моя бриллиантовая жизнь | Саму себя       | С Тиффани и Сохён            |
| 2015 | SMTown The Stage        | Саму себя       | Документальный фильм SM Town |

### Телесериалы
| Год  | Название                           | Телеканал | Роль                               | Примечание          | Ссылка  |
| ---- | ---------------------------------- | --------- | ---------------------------------- | ------------------- | ------- |
| 2007 | Бесконечная помолвка               | KBS2      | Банда семи принцесс Булгванг-донга | Камео (эпизод 64)   |         |
| 2012 | Гуру Саламандра и теневая операция | SBS       | Саму себя                          | Камео (эпизоды 3-4) | [ 140 ] |
| 2015 | Продюсер                           | KBS2      | Саму себя                          | Камео (эпизод 1)    | [ 141 ] |

### Шоу
| Год          | Название                 | Канал   | Роль      | Примечания                             | Ref.    |
| ------------ | ------------------------ | ------- | --------- | -------------------------------------- | ------- |
| 2009         | We Got Married: Season 1 | MBC     | Сама себя | С Чон Хёндоном (Episode 42-54)         | [ 142 ] |
| 2010         | Win Win                  | KBS     | Co-host   | С Чан Уёном                            | [ 143 ] |
| 2012—2013    | Show! Music Core         | MBC     | Co-host   | С Тиффани и Сохён                      | [ 144 ] |
| 2015         | Daily Taengoo Cam        | OnStyle | Сама себя | Taeyeon first reality show             | [ 145 ] |
| 2019         | Begin Again: Season 3    | JTBC    | Сама себя | Эпизоды 7—12                           | [ 146 ] |
| 2020 — н. в. | DoReMi Market            | tvN     | Сама себя | Со 135                                 | [ 147 ] |
| 2021         | Petkage                  | JTBC    | Соведущий | С Ким Хичхолем, Кан Гиёном и Хон Хёнхи | [ 148 ] |
| 2022         | Queendom 2               | Mnet    | Ведущий   |                                        | [ 149 ] |

### Веб-шоу
| Год       | Название           | Канал           | Роль      | Примечания    | Ref.    |
| --------- | ------------------ | --------------- | --------- | ------------- | ------- |
| 2019—2020 | Petionista Taengoo | V Live Naver TV | Сама себя |               | [ 150 ] |
| 2021      | TaengKey Box       | Wavve           | Соведущий | С Ким Гибомом | [ 151 ] |

### Радио-шоу
| Год       | Название                             | Канал | Роль      | Примечания | Ref.    |
| --------- | ------------------------------------ | ----- | --------- | ---------- | ------- |
| 2008—2009 | Kangin and Taeyeon’s Chin Chin Radio | MBC   | Соведущий | С Кангыном | [ 152 ] |
| 2009—2010 | Taeyeon’s Chin Chin Radio            | MBC   | Ведущий   |            | [ 153 ] |

### Роли в театре
| Год  | Название         | Роль  | Примечание           |
| ---- | ---------------- | ----- | -------------------- |
| 2010 | Полночное Солнце | Каору | Главная женская роль |

## Концерты и туры
| Хэдлайнеры Корейские туры Butterfly Kiss (2016) The Magic of Christmas Time (2017) Азиатские туры Persona (2017) ' s… Taeyeon Concert (2018—2019) The Unseen (2020) Японские туры Japan Tour 2019 ~Signal~ (2019) | - SMTOWN Live Culture Humanity (2021) |

## Награды и номинации
С тех пор, как она дебютировала в качестве участницы Girls’ Generation, Тхэён получила многочисленные номинации и награды за сольную деятельность в области оригинальных саундтреков, радиопередачи и музыкального театра, начиная с 2008 года. Она получила две награды «Лучший женский артист» на Mnet Asian Music Awards, а также награды Бонсана на 25-й музыкальной премии Seoul Music Awards и 30-й премии Golden Disk Awards.